# Xamontarupt
Xamontarupt – miejscowość i gmina we Francji, w regionie Grand Est, w departamencie Wogezy.
Według danych na rok 1990 gminę zamieszkiwało 140 osób, a gęstość zaludnienia wynosiła 28 osób/km² (wśród 2335 gmin Lotaryngii Xamontarupt plasuje się na 905. miejscu pod względem liczby ludności, natomiast pod względem powierzchni na miejscu 1011.).